# Seattle
För andra betydelser, se Seattle (olika betydelser).

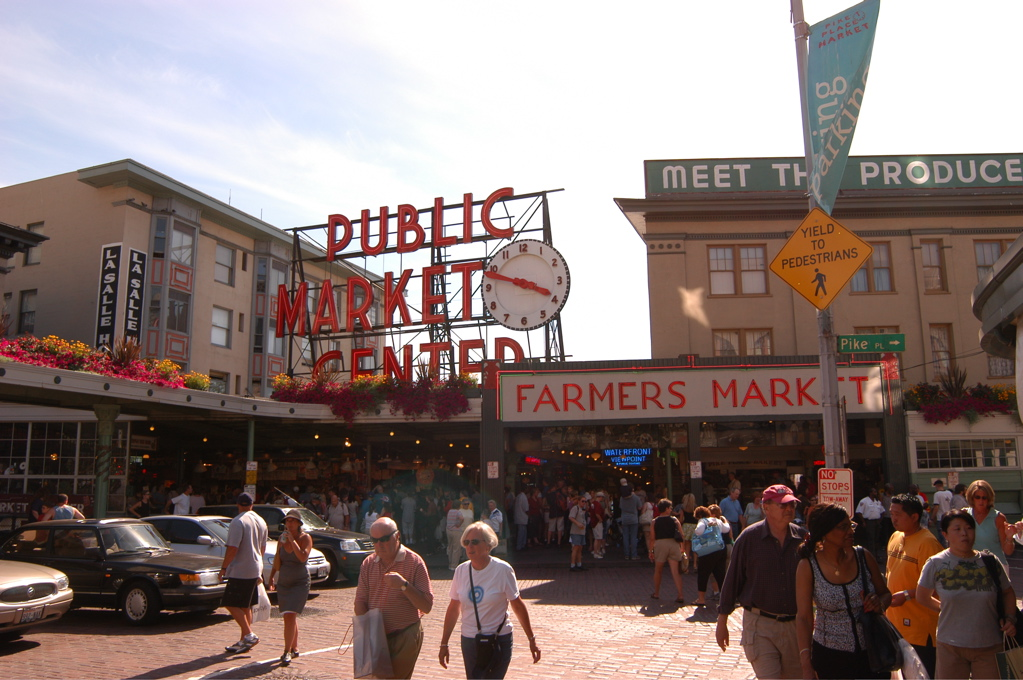
Pike Place Market i centrala Seattle (2002).

Seattle är den största staden i delstaten Washington i USA och huvudort i King County.
Staden har fått sitt namn efter indianhövdingen Seattle (Noah Sealth). Enligt befolkningsräkningen 2020 bodde 737 015 personer i själva staden och 4 018 762 i storstadsområdet, som utgörs av King, Snohomish och Pierce County. I juni 2013 var Seattle USA:s snabbast växande storstad.
Seattles officiella smeknamn är The Emerald City. Andra populära smeknamn på staden är Rainy City, Gateway to Alaska, Queen City, The City of Goodwill och Jet City. Staden är känd bland annat för att musikstilen grunge föddes där under 1980-talet, för sin höga konsumtion av kaffe, och för WTO-mötet i månadsskiftet november-december 1999, som fick avslutas på grund av sammandrabbningar mellan demonstranter. 
Boeing har sina fabriker i staden.
Invånarna i Seattle kallas för Seattleites (Seattleiter).

## Historia

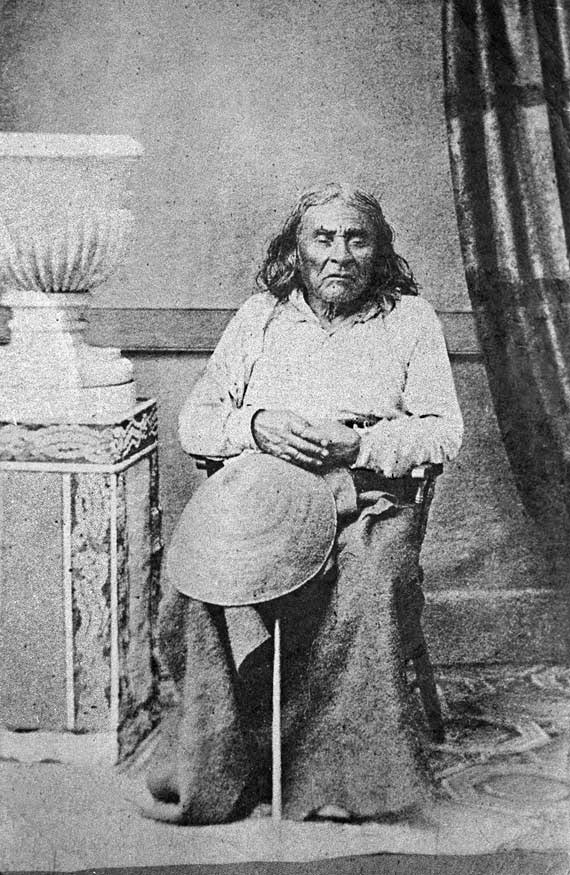
Indianhövding (Chief) Seattle.

De första vita nybyggarna anlände till området som skulle bli dagens Seattle den 25 september 1851. De beslöt att grunda en stad vid Alki Point. Denny Party, en grupp vita nybyggare anlände till platsen 13 november 1851. Till en början kallade de samhället Alki - New York. Efter en hård första vinter flyttades bosättning en kort bit över Elliot Bay till vad som nu är Pioneer Square-distriktet, där en skyddad hamn med djup botten fanns tillgänglig. Stadens tidiga ekonomiska tillväxt kom från skogshuggningsindustrin genombrott och försäljning av trä till den växande staden San Francisco.
Den nya staden fick namnet Seattle under sent 1852.
Namnet Seattle kommer från indianhövdingen Noah Sealth (Siʔaɫ), mera känd som Seattle, som var hövding över stammarna Duwamish och Suquamish. David Swinson "Doc" Maynard, en av stadens grundare, var den som lade fram förslaget om att staden skulle döpas efter indianhövdingen Seattle. Innan hade staden bland annat varit känd som Duwamps, eller Duwumps. En variant av det namnet finns bevarat i namnet på en flod i Seattle, Duwamishfloden.
Den första kartan över staden Seattle ritades den 23 maj 1853. Staden grundades år 1869, efter att ha existerat som ogrundad stad från år 1865 till 1867. Vid det året fanns mer än 2 000 invånare i staden.
Under 1870-talet upptäcktes kolfyndigheter nära Lake Washington. Staden fick järnvägsanslutning 1883. Stadens befolkning växte under sena 1880-talet. De primära industrierna, trä och kol men också de växande industrierna fiske, grossisthandel, skeppsbyggande och rederiverksamhet bidrog också till stadens ekonomiska expansion och befolkningsökning.
Den 6 juni 1889 drabbades staden av en förödande brand. Ingen omkom under branden, men den orsakade materiell skada för miljontals dollar och stadens dåvarande centrum ödelades. Trots förödelsen, upphörde inte tillväxten. Den nya bebyggelsen i de nedbrända områdena byggdes av tegel eller sten. Stadens gator breddades och förbättrades, kajplatserna byggdes om och en brandstation och ett reningsverk uppfördes.
1893 fick staden ytterligare en järnvägsanslutning. 1897 upptäcktes guld i och i närheten av Klondikefloden i Yukon och i Alaska. Detta ledde till guldrushen i Klondike vilket gjorde att staden fick ett nytt uppsving. Under tidiga 1900-talet fortsatte den starka tillväxten. Staden fick ytterligare två järnvägsanslutningar med kontinentala järnvägar och staden växte fram som ett centrum för sjöfart och handel, särskilt med Asien och norra Stilla havet. Näst på tur stod skeppsbyggnadsboomen i början av 1900-talet, vilken efterföljdes av den oanvända utvidgningsplanen av Virgil Bogue. 
1909 hölls Alaska-Yukon-Pacific-världsutställningen i staden. L.C. Smith Building stod klar 1914. I över 40 år var den den högsta byggnaden i västra Amerika. 1919 skedde generalstrejken i Seattle, vilken var den första generalstrejken i USA. Den startade i stadens skeppsvarv.
Den stora depressionen drabbade staden särskilt hårt. Andra världskriget markerade en ekonomisk omstart och skeppsvarven blomstrade igen. Boeing, som hade grundats 1916 ökade sin arbetskraft med 1 200% och sin försäljning från 10 miljoner dollar till 600 miljoner årligen under krigsåren. 
Krigsslutet innebar en ekonomisk avmattning som varade till mitten av 1950-talet. Efter andra världskriget dominerades den lokala ekonomin av Boeings expansion, driven av tillväxten av den kommersiella flygindustrin. När denna särskilda konjunkturcykel hastigt hamnade i en lågkonjunktur i slutet av 1960-talet och början av 1970-talet valde många människor att flytta från Seattle för att söka arbeten på andra platser. I samband med det satte två lokala fastighetsförmedlingar upp annonser runt om i staden där det stod Will the last person leaving Seattle - Turn out the lights (Kan den sista personen som lämnar Seattle vara snäll att släcka ljuset.)
Staden arrangerade 1962 en världsutställning. Goodwill Games 1990 genomfördes i staden. WTO hade möte i staden 1999, vilket fick avslutas på grund av omfattande demonstrationer och sammandrabbningar.
Boeing hade kvar sitt huvudkvarter i staden tills 2001, när företaget presenterade en önskan om att separera sitt högkvarter från fabrik. Efter ett budgivningskrig från olika städer, med låga skattekostnader som slagträ, flyttade Boeing sitt huvudkvarter till Chicago, Illinois. Trots detta är Seattle huvudstaden för Boeings flygplansdivision, flera av Boeings fabriker och de Boeinganställdas fackförbund. 
I februari 2001 drabbades staden av Nisquallyjordbävningen. Den mätte 6,8 på richterskalan. Undantagstillstånd förklarades efter jordbävningen. Skadorna var måttliga men blev ändå som en sorts väckarklocka på det konstanta hotet från jordbävningar som sydvästra British Columbia och västra delarna av Washington är under.

## Geografi
Seattle är delstatens Washingtons största stad och huvudsäte för King County. Staden ligger i den västra delen av delstaten på flera kullar och låglandsområden. Den ligger mellan Puget Sound (väster om staden) och Lake Washington och Kaskadbergen (öster om staden). Mot sydöst ligger Mount Rainier. Vid Seattles downtown ligger Elliot Bay, en utmärkt naturhamn och stadens huvudhamn.

## Klimat
Seattle har ett maritimt klimat med varma, något torra somrar och milda, regniga vintrar. Ibland klassificeras klimatet som medelhavsklimat på grund av att somrarna är torra. Seattle har blivit känd som den "regniga staden" trots att staden får mindre nederbörd än andra städer i västra USA och att somrarna är torra. 
Seattle har i genomsnitt 58 soliga dagar och 226 molniga dagar om året. 6 av 7 dagar i veckan mellan oktober och maj är molniga eller delvis molniga. Det faller mest regn mellan januari och maj och mellan oktober och december. Juni, juli och augusti är de torraste månaderna. Regnigaste månaden är november med 150 millimeter regn och den torraste är juli med bara 20 millimeter regn. Årsnederbörden är 940 millimeter.
Dygnsmedeltemperaturen är mild året runt, i juli 19 °C och i januari 5 °C. Temperaturen på vintern är sällan under 0 °C med lite snöfall.

## Befolkning och kultur

### Befolkning
| År   | Befolkning |
| ---- | ---------- |
| 1900 | 80 671     |
| 1910 | 237 194    |
| 1920 | 315 312    |
| 1930 | 365 583    |
| 1940 | 368 302    |
| 1950 | 467 591    |
| 1960 | 557 087    |
| 1970 | 530 831    |
| 1980 | 493 846    |
| 1990 | 516 259    |
| 2000 | 563 374    |
| 2010 | 608 660    |
| 2015 | 640 500    |
| 2020 | 737 015    |

Enligt befolkningsuppskattningen 2006 bodde 578 700 personer i själva staden, och i storstadsregionen Seattle-Tacoma-Bellevue var befolkningen 3 263 497. Av Seattles befolkning var enligt folkräkningen från år 2000 omkring 73,4 % vita, en av de högsta andelarna i en nordamerikansk stad, 13,71 % asiatiska amerikaner, 8,44 % afroamerikaner, 1,10 % indianer, 0,50 % pacifiska öbor (från Hawaii och andra amerikanska öar i Stilla havet), och 6,84 % av icke-kaukasisk bakgrund. Staden hade enligt samma folkräkning en av USA:s största andelar av invånare med multietniskt ursprung: 4,70 % av befolkningen uppgavs ha ursprung från två eller fler etniska grupper.
Seattle har upplevt en stor ökning i både legal och illegal invandring under de senaste årtiondena. Den utlandsfödda befolkningen ökade med 40 procent mellan 1990 och 2000. Även om befolkningsundersökningarna i början på 2000-talet visade att endast 5,28 % av befolkningen var av latinamerikanskt ursprung, så kallade hispanics, tros latinamerikanerna vara den mest ökande befolkningsgruppen i staten Washington, med en ungefärlig ökning på 10 % mellan åren 2000 och 2002.
Det beräknas att 1,25 % av befolkningen är hemlösa, och att upp till 14 % av Seattles hemlösa invånare är barn eller unga vuxna.[källa behövs]
År 2005 utsåg det amerikanska magasinet Men's Fitness Seattle till The fittest city in the U.S, den mest vältränade staden i USA.

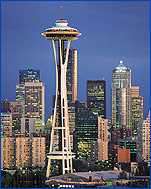
The Space Needle.

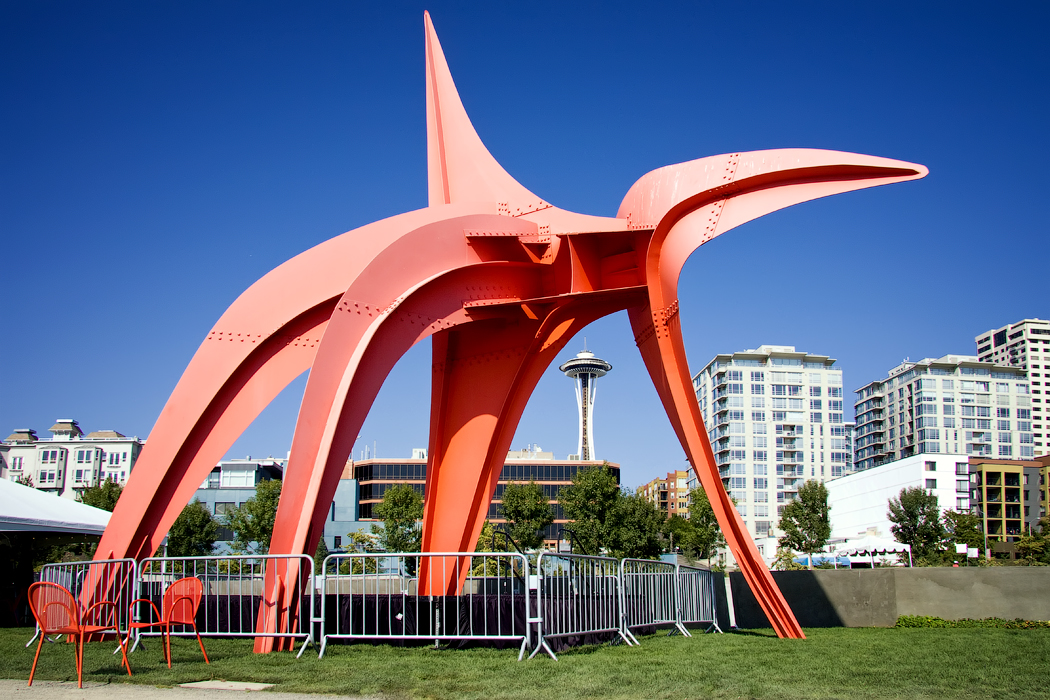
Örnen av Alexander Calder i Olympic Sculpture Park

### Sevärdheter
Space Needle är Seattles troligen mest kända landmärke, som bland annat syns i logotypen för TV-serien Frasier och utgör bakgrunden i TV-serien Grey's Anatomy. Tornet byggdes 1962 för världsutställningen. Den omkringliggande omgivningen har omvandlats till att också ingå Seattle Center, vilket utgör centrum för många viktiga nöjes- och kulturella evenemang.
Andra kända landmärken inkluderar Smith Tower, Pike Place Market, Fremont Troll, Experience Music Project, Science Fiction Museum and Hall of Fame, det nya Seattle Central Library, och Bank of America Tower, vilken är den fjärde högsta skyskrapan väst om Mississippifloden och den tolfte högsta i USA. Den 16 juni 2004 rapporterade Kommissionen för terrorattackerna mot USA att originalplanen för terrorattacken den 11 september 2001 inkluderade Bank of America Tower som en av tio på listan över eventuella måltavlor.
I Seattle finns också Nordic Heritage Museum, ett museum om den nordiska invandringen till USA, och framför allt till delstaten Washington. Museet uppges vara det enda i sitt slag i USA.

### Festivaler och marknader
Bland Seattles mest kända årliga kulturella händelser och festivaler är den 24 dagar långa Seattle International Film Festival, Northwest Folklife över Memorial Day-helgen, åtskilliga Seafair-tillställningar under sommarmånaderna (allt från Bon Odori hyllning till båtrace), Bite of Seattle, och Bumbershoot över Labor Day-helgen. Alla tillställningar besöks av över 100 000 människor årligen, som Hempfest och två separata Independence Day-firanden.
Flera dussin bostadsområden i Seattle har en eller flera årliga gatufestivaler, och många har en årlig parad eller kapplöpning. På den största av gatufestivalerna finns hundratals matställen och ett flertal scener med liveframträdanden.
Andra speciella arrangemang inkluderar ett flertal indianska powwows, en grekisk festival som hålls av St. Demetrios Greek Orthodox Church i Montlake, och ett flertal andra etniska festivaler associerade med festligheterna på Seattle Center.
Som i de flesta större städerna finns det ett flertal andra årliga arrangemang med ett mindre intresse, allt från bokmässor och speciella filmfestivaler till tvådagars cykelrace mellan Seattle och Portland, Oregon, med 8 000 deltagare.

### Musik och teater
Seattle är ett betydelsefullt centrum för olika typer av musik. Den hundra år gamla Seattle Symphony Orchestra är en av världens mest inspelade orkestrar. Seattle Opera och Pacific Northwest Ballet är vida berömda, speciellt operan för sina uppsättningar av Richard Wagners verk, och PNB School (grundad 1974) rankas som en av de tre bästa balettinstitutionerna i hela USA.
Slutligen har Seattle omkring 20 olika liveteatrar, en majoritet av dem samarbetar med fringeteatrar. Den största av teatrarna är Roman Revival Town Hall på First Hill med sina 900 sittplatser. Det finns också en stark grupp av spoken word-artister och utövare av annan skapande konst, som poetry slam och estradpoesi.
Inom populärmusiken räknas Seattle som hemstaden för grungerocken och musiker som Kurt Cobain (Nirvana), Bill Frisell, Wayne Horvitz, Sir Mix-a-Lot, Kenny G, Duff McKagan och rockbanden Pearl Jam, Soundgarden, Alice in Chains, Goodness och Presidents of the United States of America. Seattle var också hemstaden för Jimi Hendrix. (Ann och Nancy Wilson från bandet Heart som ofta förknippas med Seattle kom faktiskt från förorten Bellevue.) Under de senaste tio åren har Seattle varit skådeplatsen för diverse olika arrangemang inom alternativmusiken runt Capitol Hill. Det Seattlebaserade skivbolaget Sub Pop var det första som skrev kontrakt med Nirvana, och också de första att kontraktera band som The Postal Service och The Shins. Nu har det också växt upp en ny musikscen efter detta som inte bara handlar om grunge med mycket indieband som kända Fleet Foxes, Grand Archives och Band of Horses. Även den populära artisten Macklemore kommer från Seattle.

### Museum och konst
Henry Art Gallery i Seattle öppnade år 1927 som det första museet i staten Washington. Seattle Art Museum öppnade år 1933. Konstsamlingar finns också på Frye Art Museum och Seattle Asian Art Museum. 
Regionala historiesamlingar finns hos Museum of History and Industry på Burke Museum of Natural History and Culture. Industrispecifika samlingar finns hos Center for Wooden Boats, Seattle Metropolitan Police Museum och Museum of Flight. Regionala etniska samlingar finns hos Nordic Heritage Museum och Wing Luke Asian Museum.

### Media
Seattles ledande tidning är den dagligen utkommande Seattle Times och Seattle Post-Intelligencer, de delar annonsavdelning och ekonomiavdelning. De mest framträdande veckotidningarna är Seattle Weekly och The Stranger. Båda anser sig själva vara alternativa tidningar; The Stranger har en läsarkrets bestående främst av yngre och hippare läsare, Seattle Weekly har ett anseende som mer seriös. Det finns också ett flertal etniska tidningar och ett antal tidningar för olika bostadsområden. 
Invånarna i Seattle har mycket att välja på inom television och radio. De ledande tv-bolagen är KOMO 4 (ABC), KING-TV 5 (NBC), KIRO 7 (CBS), KCTS 9 (PBS), KSTW 11 (The CW), KCPQ 13 (FOX), MyQ² 22/10 (My Network TV) och KWPX 33/3 (PAX). De ledande radiostationerna är KIRO-AM 710, KOMO-AM 1000, NPR, KJR-FM 95.7, KUOW-FM 94.9 och KPLU-FM 88.5. Andra nämnvärda radiostationer är KEXP-FM 90.3 (EMP) och KNHC-FM 89.5, som ägs av allmänna skolväsendet och som drivs av studenterna vid Nathan Hale High School. Många radiostationer i Seattle finns också tillgängliga via webbradio, några av dem är KUOW, KNHC och KEXP.

### Andra kulturella institutioner
I Seattle ligger det högt rankade University of Washingtons campus med 43 000 studenter.
Woodland Park Zoo, som öppnade som ett privat zoo år 1889, är en av de äldsta djurparkerna på den amerikanska västkusten, och har tilldelats flera priser för zoologiska trädgårdar av Association of Zoos and Aquariums, och parken har varit ledande bland zoologiska trädgårdar i USA i sitt arbete med djurens miljöer. Bland annat finns i parken en afrikansk savann och naturtrogna anläggningar för björnar och gorillor. Seattle Aquarium har varit öppet sedan 1977. 
Seattle Underground Tour, en underjordisk utställning, som visar hur det såg ut innan och efter den stora branden i Seattle, är också mycket populär.

### Sport
Den första stora moderna sporten som utövades professionellt i Seattle var basket. Basketklubben Seattle SuperSonics startade 1967 i National Basketball Association (NBA). De följdes av basebollklubben Seattle Pilots i Major League Baseball (MLB) 1969. Båda klubbarnas namn anspelade på den lokala flygplansindustrin. Pilots fanns bara i ett år och spelade i Sick's Stadium, innan de flyttade till Milwaukee i Wisconsin och blev Milwaukee Brewers. Deras enda säsong förblev odödlig i boken Ball Four av Jim Bouton.
Efter rättsliga tvister tvingades MLB att ge Seattle en ny klubb, Seattle Mariners, 1977. Mariners spelade från början i den nybyggda arenan Kingdome, en inomhusarena de delade med amerikanska fotbollsklubben Seattle Seahawks, som började att spela året före. Det fanns till och med en tid när stadens alla tre större klubbar delade hemmaarena. Seattle Mariners flyttade 1999 till nybyggda basebollarenan Safeco Field. Kingdome revs för övrigt 2000, och ersattes med en ny arena som numera heter CenturyLink Field. Den var specialbyggd för Seattle Seahawks, men är numera hemmaarena även för fotbollsklubben Seattle Sounders FC i Major League Soccer (MLS). SuperSonics flyttade 2008 till Oklahoma City och blev Oklahoma City Thunder.
Seattle har även en intressant ishockeyhistoria bakom sig. Stadens första lag, Seattle Metropolitans, är nämligen det första amerikanska laget att vinna Stanley Cup vilket de gjorde 1917, då de besegrade kanadensiska Montreal Canadiens med 3-1 i matcher.
Under senare år har Seattle ofta nämnts i samband med expansionsrykten för NHL. Stadens tidigare historia inom ishockey samt ett geografiskt läge nära kanadensiska gränsen och staden Vancouver talar mycket för att Seattle kan bli nästa stad att tilldelas ett lag i NHL. Den 4 december 2018 meddelade NHL att staden har fått ett NHL-lag, Seattle Kraken, som kommer spela i NHL från och med 2021.
Övriga klubbar:
- Seattle Storm, Women's National Basketball Association (WNBA)
- Seattle Thunderbirds, Western Hockey League (WHL)
- Seattle Reign FC, National Women's Soccer League (NWSL)

Slutligen har University of Washington, Seattle University och Seattle Pacific University lag inom ett flertal sporter, såsom fotboll och basket. Deras lag är kända som Huskies, Redhawks och Falcons.

## Näringsliv
Seattle har en historia av både uppsvingar och nedåtgångar i sin ekonomi. Staden förföll nästan helt i de värsta perioderna, men kom igen och använde de dåliga perioderna för att framgångsrikt bygga upp infrastrukturen på nytt.
Nu senast[när?] kretsade Seattles ekonomi runt Microsoft och flera andra mjukvaru-, Internet- och telekommunikationsföretag, som Amazon.com, RealNetworks, AT&T Wireless och T-Mobile. Även Seattlebaserade cafékedjan Starbucks investerade i flera Internet- och mjukvaruintressen. Tack vare att ett flertal av dessa företag förblev relativt ekonomiskt starka, avslutades lågkonjunkturen omkring år 2001.
Ett flertal storföretag har sitt huvudkontor i Seattle eller dess förorter, bland dessa finns:
- Amazon.com
- AT&T Wireless
- Boeing
- Microsoft
- RealNetworks
- Starbucks
- T-Mobile

I samband med WTO-mötet i november 1999 förekom omfattande demonstrationer, vilket bland annat ledde till att mötet fick stänga en dag.

## Vänorter
Seattle har 21 vänorter:

- Be'er Sheva, Israel
- Bergen, Norge
- Cebu City, Filippinerna
- Chongqing, Kina
- Christchurch, Nya Zeeland
- Daejeon, Sydkorea
- Galway, Irland
- Gdynia, Polen
- Hải Phòng, Vietnam
- Kaohsiung, Taiwan
- Kobe, Japan
- Limbe, Kamerun
- Mazatlán, Mexiko
- Mombasa, Kenya
- Nantes, Frankrike
- Pécs, Ungern
- Perugia, Italien
- Reykjavik, Island
- Sihanoukville, Kambodja
- Surabaya, Indonesien
- Tasjkent, Uzbekistan